# Mircea Lăcătuș
Mircea Lăcătuș (Gherla, Cluj, 1962) es un escultor romaní, graduado en la Universidad de las Artes en Bucarest, Rumania. Residente en Viena ha expuesto sus obras en varios concursos internacionales de arte, principalmente en Alemania, Austria, Rumania, Croacia y Japón.

## Exposiciones personales
- 1992 Neusiedl / Ver / Austria
- 1993Gott und Mensch / Dumnezeu și om- Institutul Cultura Român din Viena / Austria
- 1993 Kulturschmiede - Viena / Austria
- 1999 Alte Schieberkammer - Viena / Austria
- 2003 Schloss Ebenfurth / Austria
- 2005 Schloss Potzneusiedl / Austria
- 2005 Institutul Cultura Român din Viena / Austria
- 2006 Institutul Cultura Român din Viena / Austria
- 2007 Altes Rathaus - Viena / Austria

## Exposiciones de grupo
- Teatro Pigmalión 1996 - Viena / Austria
- 1996 Palais Harrach - Viena / Austria
- 1996 Bienal für Die kleine Plastik - Arad / Rumania
- 1997 Teatro Pigmalión - Viena / Austria
- 1998 Alte Schieberkammer - Viena / Austria
- 1998 Die Ausstellung Europa MIT «Puntea» - Institutul Cultura Român din Viena / Austria
- 2000 Galería Kandinsky - Viena / Austria
- 2001 Aula Romaniae - Viena / Austria
- 2002 Aula Romaniae - Viena / Austria
- 2003 Galerie Simeza - Bucarest / Rumania
- 2004 «Curtea Veche» - Bucarest / Rumania
- 2005 Eggenburg / Austria